# Береза (Шосткинський район)
Бере́за — село в Україні, центр Березівської сільської громади Шосткинського району Сумської області. Населення станом на 2022 рік становило 1264 осіб.

## Географія
Село Береза розміщене на відстані 3 км від правого берега річки Есмань. За 4 км розташоване місто Глухів. По селу протікає пересихає струмок із загатами. Через село проходять автомобільні дороги М02 (E101), Т 1915 і Т 2502. Поруч проходить залізниця, станція Берізка.

## Історія
За легендою на місці сучасної Берези протікала широка і бурхлива річка. На її березі і оселився на початку XVII століття вільний козак та побудував млин. Згодом тут виросло село. 
1859 в козацькому та власницькому селі налічувалося 378 дворів, мешкало 2489 осіб (1243 чоловічої статі та 1346 — жіночої), була православна церква.
Станом на 1885 рік у колишньому державному та власницькому селі Глухівської волості Глухівського повіту Чернігівської губернії, мешкало 2678 осіб, налічувалось 422 дворових господарств, існувала православна церква, 6 постоялих будинків, крупорушка.
За переписом 1897 року кількість мешканців зросла до 2907 осіб (1407 чоловічої статі та 1500 — жіночої), з яких 2897 — православної віри.
У селі були розвинені традиції самодіяльної музики та грі на бандурі, окремі з виконавців набули великої слави. 
З 1917 року — у складі УНР, з квітня 1918 — у складі Української Держави Гетьмана Павла Скоропадського. З 1921 року тут панує стабільний окупаційний режим комуністів, якому чинили опір місцеві мешканці.
1924 комуністи здійснили спробу зігнати людей  у артіль «Запорожець», а згодом довели до голоду 1932. 
Село постраждало внаслідок геноциду українського народу, проведеного урядом СРСР в 1932–1933 роках.
12 червня 2020 року, відповідно до розпорядження Кабінету Міністрів України № 723-р «Про визначення адміністративних центрів та затвердження територій територіальних громад Сумської області», село увійшло до складу Березівської сільської громади.
19 липня 2020 року, в результаті адміністративно-територіальної реформи та ліквідації Глухівського району, село увійшло до складу новоутвореного Шосткинського району.

#### Російське вторгнення в Україну (з 2022)
9 серпня 2024 року росіяни здійснили авіаудар КАБом по селу. За словами начальника Сумської ОВА Володимира Артюха протягом 9 серпня росіяни на Сумщині вперше використали нові бомби - універсальні міжвидові плануючі боєприпаси, певний гібрид між бомбою та ракетою: "Раніше це були прості КАБи, які планували й завдавали ударів по населених пунктах та об'єктах інфраструктури, зараз з'явилися нові плануючі боєприпаси. Вони такі ж, як і КАБи, але мають двигун. Ця бомба летить значно далі, у два рази, і точніше». Із 24 авіабомб, випущених вдень 9 серпня по території Сумської області нових бомб було – 11.
11 серпня 2024 року село знову обстріляв агресор. Як повідомили в оперативному командуванні “Північ” зафіксовано 3 вибухи, ймовірно КАБ.  Внаслідок обстрілу, за словами заступника сільського голови Березівської громади Сергія Конозобка, пошкоджені 9 приватних будинків.   Наступного дня допомогу у вигляді будівельних матеріалів отримали 19 домогосподарств с. Берези, де проживає 42 жителя.

## Населення
За даними на 1973 рік у Березі населення становило 2271 особа.
| 1859  | 1885  | 1897  | 1973  | 1980  | 2001  |
| ----- | ----- | ----- | ----- | ----- | ----- |
| 2 489 | 2 678 | 2 907 | 2 271 | 2 597 | 1 579 |
|       | ▲     | ▲     | ▼     | ▲     | ▼     |

### Мова
Розподіл населення за рідною мовою за даними перепису 2001 року:
| Мова            | Кількість | Відсоток |
| --------------- | --------- | -------- |
| українська      | 1543      | 97.72%   |
| російська       | 31        | 1.96%    |
| білоруська      | 1         | 0.06%    |
| болгарська      | 1         | 0.06%    |
| інші/не вказали | 3         | 0.20%    |
| Усього          | 1579      | 100%     |

## Соціальна сфера
У селі є середня школа, будинок культури з залою на 450 місць, бібліотека, фельдшерсько-акушерський пункт, дитсадок, відділення зв'язку.

## Пам'ятки
В Березі споруджено меморіальний комплекс на честь односельчан, які загинули на фронтах війни.
У листопаді 2000 року в селі завершилось будівництво церкви Успіння Пресвятої Богородиці. Храм був освячений 4 листопада того ж року і переданий УПЦ (МП).

## Відомі люди
- Олексій Богданович — український актор театру і кіно.
- Петро Манжос — самодіяльний поет, музикант, композитор організував в селі самодіяльний народний хор.
- Оксеня Сліпушко — український філолог, літературознавець, письменниця.
- Павло Сокира (5 серпня 1932 року — 28 грудня 1995 р.) — музикант, бандурист.
- Давид Шевченко (1891-1982) — український громадський діяч у Маньчжурії.